# Rolf Rische
Rolf Rische (* 11. Februar 1962 in Stuttgart) ist ein deutscher Journalist und Medienmanager.

## Werdegang
Rolf Rische ist der Chief Editor Culture and Documentaries der Deutschen Welle, wo er seit 1992 in Führungspositionen tätig ist. Als Chief Editor Culture and Documentaries entwickelt und realisiert Rische Stoffe für lange Dokumentarfilme. 
Bis 2024 leitete Rische bei der DW die Hauptabteilung Kultur und Dokumentationen. Außerdem war er als Programmchef des deutschsprachigen TV-Programms der Deutschen Welle tätig. Nach dem deutschen Radioprogramm wurde Ende 2023 das deutsche TV-Angebot als letztes deutschsprachiges lineares Programm der Deutschen Welle eingestellt. Als Hauptabteilungsleiter verantwortete Rische die gesamte Kulturberichterstattung der Deutschen Welle sowie das umfangreiche Angebot an Dokumentationen. 
Regelmäßige Produktionen im Kulturbereich sind u. a. die multimedialen Formate „Euromaxx - Leben und Kultur in Europa“, „Shift - Leben in der digitalen Welt“ und „Arts unveiled“, die jeweils in Englisch und weiteren Sprachen produziert werden und via TV und online vor allem über Social-Media-Kanäle verbreitet werden. 2022 startete Rische als Line Extender seines Formats „Euromaxx“ das panafrikanische wöchentliche Lifestyle-Format „Afrimaxx“. Der Bereich Dokumentationen verbreitet über das Fernsehen und mehrere YouTube-Kanäle jeden Tag einen Dokumentarfilm, eine Dokumentation oder längere Reportage, darunter DW-Eigenproduktionen und Lizenzankäufe. Wichtige Ausspielwege sind hier u. a. die YouTube-Kanäle „DW Documentary“ (englisch) und „DW Documental“ (spanisch). Außerdem die YouTube-Kanäle „DW Doku“ (Deutsch) und „DW Documentary Hindi“, die unter Risches Verantwortung 2022 gestartet wurden. Im Kulturbereich umfasst das Angebot u. a. die englischsprachigen YouTube-Kanäle „DW Euromaxx“,„DW Travel“ und „DW History and Culture“. 2021 hat Rolf Rische den ersten TikTok-Kanal der Deutschen Welle „DW_berlinfresh“ auf den Weg gebracht. Weitere Angebote bei Facebook, Instagram und Twitter zählen ebenfalls zum Angebot.
Des Weiteren verantwortet Rische die deutsch - und englischsprachigen Kultur-Seiten im Online-Angebot der Deutschen Welle (Text, Bild, Video, Audio): dw.com/kultur und dw.com/culture.
Rolf Rische hat für die Deutsche Welle viele TV- und Online-Formate entwickelt. Darunter Magazine wie „Euromaxx“ (2003) und „Clipmania – die besten Videos und Ihre Macher“ (2008). Darüber hinaus entwickelte er zahlreiche Dokumentarfilmproduktionen wie „The Promise of Music“ (2008), „Forever And A Day – Der Scorpionsfilm“ (2015), oder „Afro.Deutschland“ (2017), „Eine Welt ohne Beethoven?“ (2020), „Klassik unterm Hakenkreuz“ (2022) und die Doku-Reihe „Kampf um Wahrheit“ /„Guardians of Truth“ mit Can Dündar. "Klassik unterm Hakenkreuz" wurde 2023 als erste Produktion der Deutschen Welle für einen International Emmy nominiert.
2017 hat Rische das TV-, Buch- und Online-Projekt „50 Küchen, eine Heimat“ entwickelt und realisiert. Im gleichen Jahr entwickelte er als Koproduktion von Deutscher Welle und MDR die Talk- und Musiksendung „Privatkonzert“ (englische Fassung: „Nightgrooves“) mit Kim Fisher und Wigald Boning, die sowohl bei der Deutschen Welle als auch im dritten Programm des MDR gezeigt wurde. 2019 entstand in Nachfolge zu „50 Küchen“ das TV-, Buch- und Online-Projekt „Planet Berlin“.
Vor seiner Tätigkeit als Hauptabteilungsleiter „Kultur und Dokumentationen“ war Rische bei der Deutschen Welle bis 2011 als Abteilungsleiter „Gesellschaft und Unterhaltung“ tätig, davor bis 2003 als Abteilungsleiter „Deutschland heute“ und bis 1998 als Programmbereichsleiter Gesellschaft und Kultur.
Seine erste Funktion bei der Deutschen Welle war von 1992 bis 1995 die des Abteilungsleiters Jugendprogramm. In dieser Funktion verantwortete er u. a. die zuletzt von Steffen Hallaschka moderierte Sendung „100 GRAD“, die in Koproduktion mit dem ORB hergestellt wurde und zeitweise auch in 3sat und Das Erste zu sehen war.
Vor seiner Tätigkeit für die Deutsche Welle war Rische von 1987 bis 1992 als Redakteur, Reporter und Regisseur beim Südwestfunk Fernsehen in Baden-Baden tätig. Er arbeitet u. a. für die Sendungen „Landesschau“, „Abendschau“, „Tagesschau“, „Politik Südwest“ und den Kulturkanal Eins Plus.
Zuvor war Rische bis 1987 als Zeitungsredakteur bei den „Stuttgarter Nachrichten“ tätig.
Von 1983 bis 1985 absolvierte Rische ein Redaktionsvolontariat bei der „Vaihinger Kreiszeitung“ (Zentralredaktion „Stuttgarter Nachrichten“). Von 1985 bis 1986 besuchte er die Deutsche Journalistenschule in München.
Rolf Rische ist Mitglied im Aufsichtsrat der Beethovenfeste gGmbH, Bonn und Mitglied im Förderkreis der Deutschen Journalistenschule e.V., München.
Neben seiner Arbeit als Journalist und Medienmanager betätigt sich Rolf Rische immer wieder auch als Fachautor und Musiker.
Rolf Rische ist verheiratet mit der Art Directorin Karin Rische. Er lebt in Kleinmachnow.

## Persönliche Auszeichnungen (Auswahl)
- 1987: Förderpreis der Friedrich und Isabel Vogel-Stiftung (Hörfunk-Feature  „Berlin – ein Subventionsloch“, BR München)[25].
- 1995:  Fernsehpreis der RIAS Berlin Kommission (Magazin „100 GRAD“, DW Berlin)[26]
- 2009: Gold Medal, New York Festivals (Magazin „Clipmania“, DW Berlin)[27]
- 2011:  Preis der Deutschen Schallplattenkritik (“Das Beethoven-Projekt”, DW Berlin)[28]
- 2013:  Gold Medal, New York Festivals (Euromaxx-Serie “max x.”, DW Berlin)[29]
- 2017: Gold Medal, New York Festivals (Dokumentarfilm „Forever And A Day – der Scorpions-Film“)[30]

## Auszeichnungen von Produktionen unter seiner Redaktion (Auswahl)
- 2000: Hans-Klein-Medienpreis, Leipzig (Serie „Freiheit wagen!“, DW Berlin).[31]
- 2008: Los Angeles Latino International Film Festival, Best Documentary Award  (Dokumentarfilm “The Promise of Music”, DW Berlin).[32]
- 2009: International VJ-Award, Mainz (Serie “Die Wahrheit über Deutschland”, DW Berlin).[33]
- 2012:  Montréal World Film Festival, Official Selection (Musikdokumentation  „Schumann at Pier2“, DW Berlin).[34]
- 2013: Montréal World Film Festival, Official Selection (Musikdokumentation  „Der Colón Ring – Wagner in Buenos Aires“, DW Berlin).[35][36]
- 2014:  Montréal World Film Festival, Official Selection (Musikdokumentation „The Highest Level – Lang Lang / Sir Simon Rattle“, DW Berlin).[37]
- 2017: „FIPA d’or“, Festival International de Programmes Audiovisuels, Biarritz (Musikdokumentation „Currentzis – der klassikrebell“)[38]

- 2017: „FIPA d’or“, Festival International de Programmes Audiovisuels, Biarritz (Musikdokumentation „Currentzis – der klassikrebell“)[39]

- 2017: „Echo Klassik“ (Musikdokumentation „Mission Mozart“)[40]

- 2020: „AIB Award“, Arts and Culture TV and Video (Dokumentarfilm „Beethoven’s Ninth – Symphony for the World“)[41]

- 2022: „International Classical Music Award (ICMA“) (Dokumentarfilm „A World Without Beethoven“)[42]